# 南菲英群島
南菲英群島（丹麥語：Det Sydfynske Øhav）是丹麥的群島，位於波羅的海，由南丹麥大區負責管轄，由約55座島嶼組成，面積480平方公里，該群島在1977年9月2日被列入拉姆薩公約中的重要濕地。
55°00′N 10°30′E / 55.000°N 10.500°E